# Cipriano P. Primicias senior

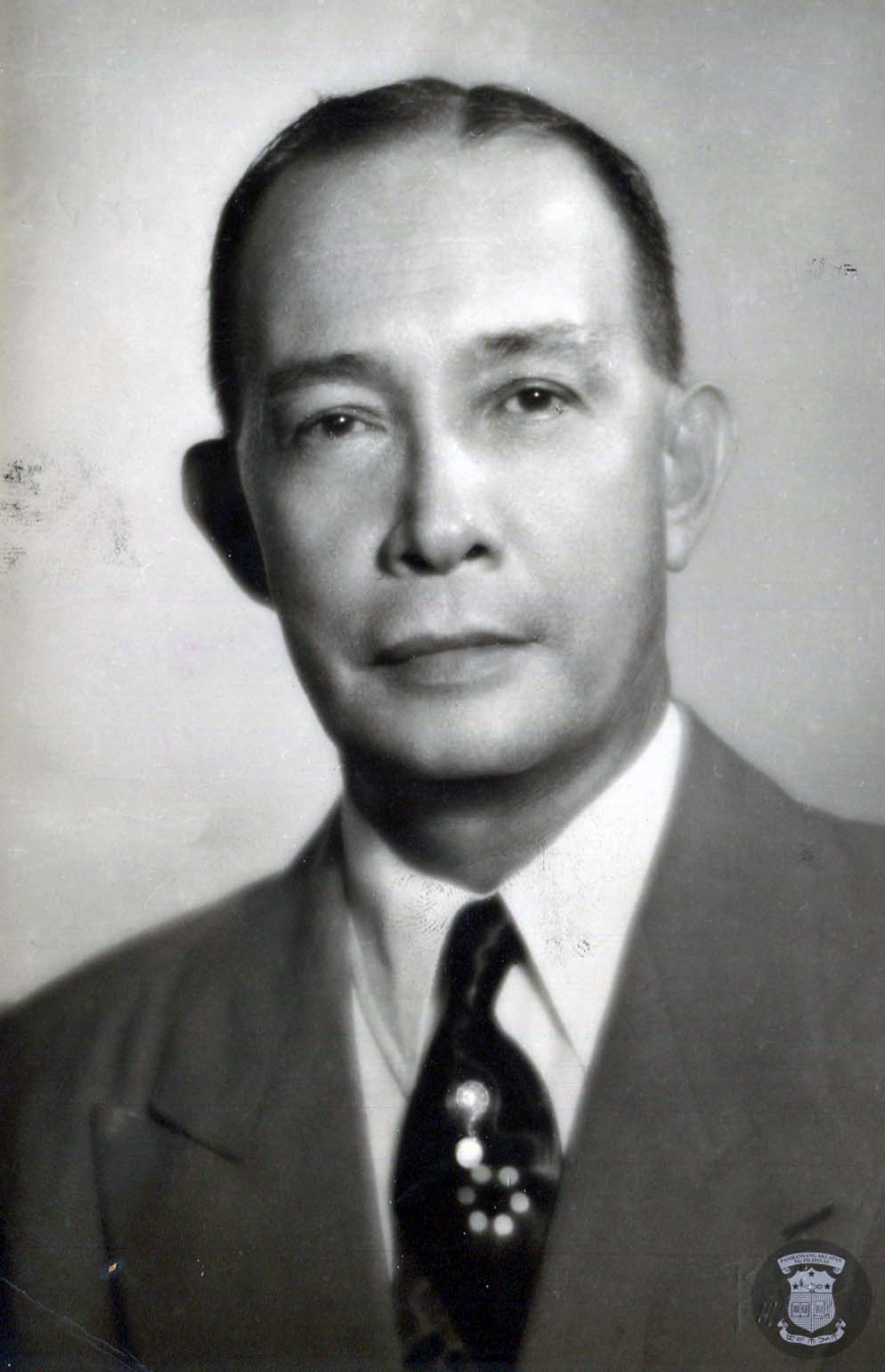
Cipriano P. Primicias senior

Cipriano Purugganan Primicias, Sr.  (* 14. September 1901 in Alcala, Pangasinan; † 20. September 1965 in Quezon City) war ein philippinischer Politiker.

## Biografie
Nach dem Besuch der Elementary School und erhielt er noch während des Besuchs der High School 1919 die Zulassung für den Verwaltungsdienst und wurde zunächst Protokollführer beim Handelsbüro (Bureau of Commerce), ehe er bis 1924 Chef der Handelsabteilung war. Zeitgleich studierte er Rechtswissenschaft am National Law College und schloss dieses Studium 1923 mit einem Bachelor of Laws (LL.B.) ab. Im gleichen Jahr erhielt er die Zulassung zum Rechtsanwalt.
1924 beendete er seine Tätigkeit im Handelsbüro und begann seine anwaltliche Tätigkeit als Hilfsanwalt in der Rechtsanwaltskanzlei von Alejo Mabanag, der mehrere Jahre Senator für den damaligen 2. Senatswahlbezirk war, der die La Union, Pangasinan und Zambales umfasste.
Zehn Jahre später begann er 1934 seine eigene politische Laufbahn und zum Mitglied in das Repräsentantenhaus gewählt, dem als Vertreter des 4. Wahlbezirks von Pangasinan zunächst bis 1935 angehörte. Danach war er wieder als Rechtsanwalt tätig und zugleich zwischen 1936 und 1945 Präsident der Rechtsanwaltsvereinigung von Pangasinan.
1941 wurde er abermals Abgeordneter des Repräsentantenhauses und vertrat nach seiner Wiederwahl 1946 erneut den 4. Wahlbezirk Pangasinans bis 1949. 1946 erfolgte seine Wahl zum Vize-Präsidenten der Nacionalista Party, eine Position, die er bis 1964 innehatte.
Im November 1951 wurde Cipriano Primicias schließlich zum Mitglied des Senats gewählt und gehörte diesem nach seiner Wiederwahl bis 1963 an.
Während dieser Zeit war zugleich zwischen 1953 und 1963 Mehrheitsführer (Majority Floor Leader) und damit Führer der Regierungsmehrheit im Senat. Zugleich war er von 1953 bis 1963 Vorsitzender des einflussreichen Geschäftsordnungsausschusses und Mitglied des Wahltribunals des Senats. Während seiner Mitgliedschaft im Senat war er außerdem Vorsitzender der Ausschüsse für Finanzen (1952 bis 1953), für Arbeit (1952 bis 1953), für öffentliche Arbeiten (1953) und später für Justiz (1958 bis 1960) und für Ernennungen (1958 bis 1960).
Darüber hinaus war er zeitweise Dekan der Rechtswissenschaftlichen Fakultät des Orient College.
Nach seinem Ausscheiden aus dem Senat war er in der Privatwirtschaft tätig und nicht nur Präsident der Pindangan Agricultural Company, sondern auch der Lingayen Gulf Fishing Company. Außerdem war er Mitglied der Kolumbusritter.
Nach ihm ist die Cipriano P Primicias Memorial High School in seiner Geburtsstadt Alcala benannt.
Einer seiner 9 Kinder, Cipriano "Tito" Primicias, Jr., war ebenfalls Mitglied des Repräsentantenhauses sowie Gouverneur von Pangasinan. Eine seiner Enkelinnen, Marlyn Legaspi Primicias-Agabas, war Vize-Gouverneurin der Provinz und wurde 2010 für den sechsten Kongressdistrikt ins Repräsentantenhaus gewählt. Deren Vater Alejandro "Alex" Primicias war zeitweise Bürgermeister von Tayug.